# جورج آدم نيكسون
جورج آدم نيكسون هو سياسي كندي، ولد في 8 مايو 1923 في تورونتو في كندا، وتوفي بنفس المكان في 19 سبتمبر 1998. حزبياً، نشط في حزب أونتاريو المحافظ التقدمي. وقد انتخب عضو برلمان مقاطعة أونتاريو.